# Jamel Sassi
Jamel Sassi est un acteur et metteur en scène tunisien. Il est le frère de Fadhel Sassi.

## Filmographie

### Cinéma

#### Longs métrages
- 1990 : Halfaouine, l'enfant des terrasses de Férid Boughedir : Moncef
- 1992 :
  - Bezness de Nouri Bouzid : Flash
  - Les Zazous de la vague de Mohamed Ali Okbi
- 1993 : La Guerre du Golfe... et après ? de Nouri Bouzid
- 1996 :
  - Miel et Cendres de Nadia Fares Anliker : Idriss
  - Un été à La Goulette de Férid Boughedir : Taoufik
- 1997 : Redeyef 54 d'Ali Labidi
- 2002 : Khorma de Jilani Saadi : Sami
- 2004 : Parole d'hommes de Moez Kamoun (ar)
- 2006 : La télé arrive de Moncef Dhouib
- 2008 : Un si beau voyage de Khaled Ghorbal
- 2009 : Cinecittà (ar) d'Ibrahim Letaïef
- 2012 : Ce que le jour doit à la nuit d'Alexandre Arcady
- 2014 : Printemps tunisien de Raja Amari
- 2015 : Horra (Libre) de Moez Kamoun
- 2016 : Parfum de printemps de Férid Boughedir : Syndicato
- 2019 :
  - Noura rêve de Hinde Boujemaa : Hamadi, l'officier de police corrompu
  - Un divan à Tunis de Manele Labidi

#### Courts métrages
- 1990 : Beit El Kassid de Hmida Ben Ammar
- 1992 : Torba de Moncef Dhouib
- 2006 : Conversations de Mohamed Kais Zaied
- 2010 : Le Linge sale de Malik Amara
- 2011 : Pourquoi moi ? d'Amine Chiboub : l'employé
- 2012 : Bobby de Mehdi Barsaoui
- 2015 : La Maison mauve de Selim Gribâa : Abdallah
- 2017 : Le Convive de Hakim Mastour

### Télévision

#### Séries
- 1993 : Warda de Hamadi Arafa
- 1996-1997 : El Khottab Al Bab de Slaheddine Essid, Ali Louati et Moncef Baldi : Ridha Tiffafi alias Haffa
- 1999 : Anbar Ellil de Habib Mselmani, Ahmed Rajab et Ridha Gaham : Azzouz
- 2001 : Dhafayer  de Habib Mselmani et Madih Belaïd
- 2002 : Gamret Sidi Mahrous de Slaheddine Essid et Ali Louati : Abdelmajid Mahrous
- 2004 : Jari Ya Hammouda d'Afif Lakani et Abdeljabbar Bhouri : Abdessattar
- 2005 :
  - Halloula w Slouma d'Ibrahim Letaïef et Farès Naânaâ
  - Chaâbane fi Ramadhane de Salma Baccar, Lassaad Oueslati et Jalel Eddine Saadi
- 2006 :
  - Nwassi w Ateb d'Abdelkader Jerbi et Allala Nwaïria
  - Choufli Hal (invité d'honneur de l'épisode 18 de la saison 3) de Slaheddine Essid : Fathi
- 2010 :
  - Casting de Sami Fehri, Saoussen Jemni et Rafika Boujday (invité d'honneur)
  - Garage Lekrik de Rania Mlika et Tahar Fazaa
  - Donia de Naïm Ben Rhouma et Néjib Mnasria
- 2011 : Maître Malek de Fraj Slama et Ali Louati : Ben Mareî
- 2012 : L'isola (it) d'Alberto Negrin
- 2013 : Njoum Ellil (saison 4) de Mehdi Nasra et Saoussen Jemni
- 2014 :
  - Maktoub (saison 4) de Sami Fehri
  - Ayla Tounsia de Salman Chaouch et Jalel Eddine Saadi
- 2015 :
  - School (saison 2) de Karim Ben Rhouma, Hamdi Ben Ahmed, Malik Bel Hadj et Jihed Cherni : Captain Jack
  - Le Risque de Nasreddine Shili, Salma Hobbi et Mohamed Ali Damak
- 2017 : Dawama de Naïm Ben Rhouma, Mohamed Ali Mihoub et Abdelmonem Hwass : l'avocat Samir Ben Khalifa
- 2018 : Nsibti Laaziza (invité d'honneur des épisodes 14, 15, 17 et 19 de la saison 8) de Slaheddine Essid et Younes Ferhi : Mnaouer Boulaâja (peintre)

#### Téléfilms
- 1998 : Il tesoro di Damasco de José María Sánchez (it)
- 2004 : Tin El Jebel d'Ali Mansour
- 2007 : Puissant de Habib Mselmani

## Théâtre

### Comédien
- 1986 : Nid d'aigles, texte d'Abdelhakim Laalimi et mise en scène de Mongi Ben Brahim
- 1988 : Aïchou Shakespeare de Mohamed Driss
- 1989 : Wanes Lekloub de Mohamed Driss
- 1990 : Paradis sur terre, texte de Tennessee Williams et mise en scène de Rached Manaï
- 1991 :
  - Comedia de Fadhel Jaïbi
  - Noce de pétrole de Mohamed Driss et Lassaâd Ben Abdallah
- 1993 : Dom Juan de Molière, mise en scène de Mohamed Driss
- 1994 : Ubu roi, texte d'Alfred Jarry et mise en scène de Mohamed Driss
- 1995 :
  - Fin de partie de Samuel Beckett, mise en scène d'Abdelhamid Guayas
  - Zayneb, texte d'Aroussia Nalouti et mise en scène de Lotfi Achour
- 1996 : Les Chevaliers des paroles, texte d'Abdelhamid Guayas et mise en scène de Mohamed Driss
- 1998 : Quai ouest de Bernard Marie Coltes, mise en scène de Ridha Drira
- 1999 : Don Cristóbal de Federico García Lorca, mise en scène de Béchir Drissi
- 2000 : Chante rossignol, texte de Mohssen Ben Nefissa te mise en scène de Béchir Drissi
- 2001 : L'Augmentation de Georges Perec, mise en scène d'Abdelaziz Meherzi
- 2003 : Mourad III, texte de Habib Boularès et mise en scène de Mohamed Driss
- 2005 : Le Maréchal, texte de Noureddine Kasbaoui et mise en scène d'Abdelaziz Meherzi
- 2007 : Étoile d'un jour, mise en scène de Mohamed Driss, adaptation de la pièce Othello de William Shakespeare
- 2008 : Le Malade imaginaire de Molière, mise en scène de Mohamed Driss
- 2014 : Almouhakama, texte de Sihem Aguil et mise en scène de Jamel Madani
- 2015 : Dhalamouni habaybi d'Abdelaziz Meherzi
- 2016 : Intelligentsia, texte et mise en scène de Nizar Saïdi
- 2019 : Illusion, texte et mise en scène de Nizar Saïdi

### Metteur en scène
- 2004 : Rihet Erriha (La Senteur de l'odeur), texte et mise en scène de Jamel Sassi
- 2005 : Fiançailles, texte d'Abdehakim Laalimi et mise en scène de Jamel Sassi
- 2008 : Le Malade imaginaire de Molière, mise en scène de Mohamed Driss
- 2009 : Ashab (Amis), texte de Lassaad Ben Hassine et mise en scène de Jamel Sassi
- 2011 : Gamret 14, texte de Faten Khemiri et mise en scène de Jamel Sassi
- 2013 : En attendant Godot de Samuel Beckett, mise en scène de Jamel Sassi
- 2015 : Bourga[2], d'après Huis clos de Jean-Paul Sartre, mise en scène de Jamel Sassi
- 2017 : La Sorcière, texte de Hafedh Mahfoudh et mise en scène de Jamel Sassi
- 2019 : Les Bonnes de Jean Genet, mise en scène de Jamel Sassi
- 2023 : La Leçon de Eugène Ionesco, mise en scène de Jamel Sassi